# Paseo del Borne (Barcelona)

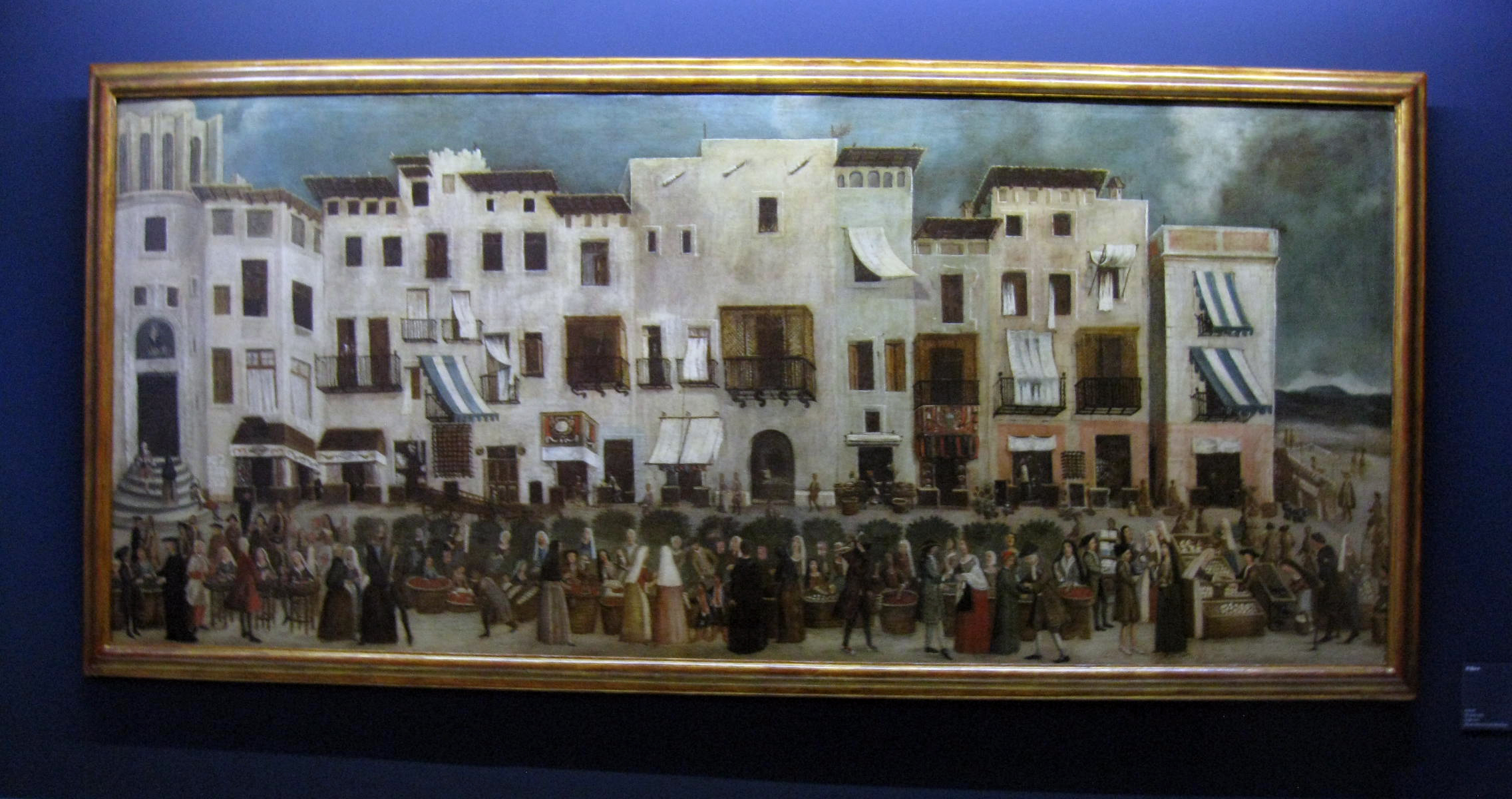
El Paseo del Borne (lado montaña) en el.

El paseo del Borne (Passeig del Born en catalán) es un paseo en el barrio de la Ribera (en el distrito de Ciutat Vella) de la ciudad de Barcelona, en España. Se encuentra entre el antiguo Mercado del Borne y la iglesia de Santa María del Mar.
El paseo del Borne es un antiguo paseo medieval, donde desde el siglo XIII se han celebrado torneos, fiestas, ferias y otras actividades. En el siglo XVI se ejecutaban a los condenados por la Inquisición. Albert García Espuche, historiador, defiende que el paseo del Borne fue la plaza mayor de Barcelona a finales del siglo XVII y principios del XVIII.
De la época medieval se conservan pocos restos, entre los que destaca la "Casa Meca", ya que la mayoría de los edificios fueron reconstruidos o reformados durante los siglos XVIII y XIX. En este paseo existen numerosas construcciones catalogadas como Bien Cultural de Interés Local.